# Kaarlo Mäkinen
Kaarlo Mäkinen   (Mariehamn, 14 de maig de 1892 - Turku, 11 de maig de 1980) va ser un lluitador finlandès, que va competir durant la dècada de 1920. Combinà la lluita lliure i la lluita grecoromana. Disputà tres edicions dels Jocs Olímpics, 1920, 1924 i 1928.
El 1920, als Jocs d'Anvers, quedà eliminat en sèries de la categoria del pes ploma de lluita lliure. El 1924, als Jocs de París, guanyà la medalla de plata en la competició del pes gall del programa de lluita. La darrera participació en uns Jocs fou a Amsterdam, el 1928, on guanyà la medalla d'or en la competició del pes gall de lluita lliure.
També guanyà dues medalles al Campionat del món de lluita, una de plata el 1921 i una de bronze el 1922, ambdues en el pes gall de lluita grecoromana. A nivell nacional va guanyar 4 títols, dos en estil lliure i dos en grecoromana.